# Beredskapslager

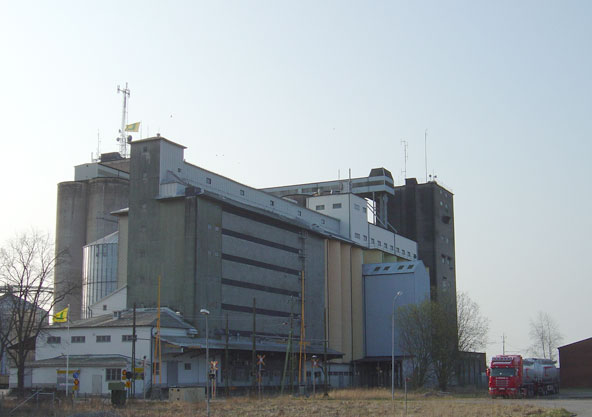
Ett beredskapslager, lagerhuset i Vara

Beredskapslager är beteckningen på den förrådshållning som byggs upp i fredstid för att tillgodose samhällets olika behov vid kriser och i krig. 

## Lagertyper
Det finns olika typer av beredskapslager inom vitt skilda områden:
- Finansiella beredskapslager, till exempel valutareserv
- Råvarulager, till exempel läkemedel, olja, bensin och mat
- Viktiga infrastrukturresurser, till exempel beredskapslok och lagerhus

## Sverige
Under 1980-talet var Sverige självförsörjande på livsmedel till 80-100 %, beroende på råvara eller motsvarande. År 2013 var siffran ca 55 %. 1993 års beredskapsförordning upphävdes 2002.  I Sverige handläggs frågan om beredskapslagring av MSB, Myndigheten för samhällsskydd och beredskap. 
Det finns ingen svensk myndighet med utpekat ansvar för livsmedelsförsörjningen i kris och krig, även om Livsmedelsverket har ansvar för risk- och sårbarhetsanalyser för livsmedelsdistribution. Sedan Sverige gick med i EU har livsmedelslagren avskaffats. I Sverige tog frågan om beredskapslager fart under det kalla kriget, då man lade upp stora lager av bl.a. läkemedel, olja, bensin och mat. Oljelagringen administrerades av Statens oljelager. Många av dessa lager avvecklades eller minskades kraftigt då det kalla kriget tog slut. Ansvaret för avveckling av oljelagringsanläggningar lades på Sveriges geologiska undersökning och totalt skulle 42 anläggningar läggas ner. Sverige har fortfarande beredskapslager av bl.a. drivmedel. Ansvarsförhållandena för detta regleras i SFS 1984:1049 Lag om beredskapslagring av olja och kol och innehas av Energimyndigheten. I bestämmelserna anges att företag som importerar och/eller säljer mer än 50 000 kubikmeter årligen, alternativt förbrukar mer än 5000 kubikmeter per år, är ansvariga för att lägga upp beredskapslager. Lagret skall i storlek motsvara 90 dagar av föregående års förbrukning/försäljning.

## Användning av beredskapslager

### 2006: Drivmedel
Efter orkanen Katrina i augusti 2005 anhöll det internationella organet IEA, International Energy Agency, om att flera länder skulle släppa på sina beredskapslager, framför allt av bensin, i syfte att mildra verkningarna av det internationella underskott på driv- och smörjmedel som uppstod. Energimyndigheten beslutade 29 september 2005 att s.k. beredskapslager för försörjningstrygghet vid störningar i oljetillförseln skulle fördelas mellan företagen ConocoPhillips, Norsk Hydro, OKQ8, Preem, Shell och Statoil. Totalt släppte bolagen ut 67 829 kubikmeter bensin på marknaden.